# Смир, Пэт
Пэт Смир (при рождении Джордж Альберт Рутенберг (англ. George Albert Ruthenberg); род. 5 августа 1959) — американский гитарист, который выступал со многими известными группами, такими как The Germs и Nirvana. В настоящее время Смир является гитаристом группы Foo Fighters.

## The Germs (1977—1980)
Родился в 1959 году в Уэст Лос-Анджелесе. Его отец был еврейским эмигрантом из Германии и фотографом по профессии, мать — учительница смешанного афроамериканского и чероки происхождения. Будучи подростком, в 1977 году Пэт Смир встретил Дерби Крэша, вместе они основали The Germs, пригласив басистку Лорну Дум и барабанщицу Dottie Danger (псевдоним Белинды Карлайл).
Карлайл вскоре была заменена Доном Боллсом, и в 1979 году группа выпустила свой первый альбом, (GI). Спродюсированный Джоан Джетт, в настоящее время альбом расценивается как этап в истории панк-рока. The Germs продержались ещё год до их окончательного распада в 1980 году после того, как Дэрби Крэш покончил жизнь самоубийством. После The Germs, Смир имел короткое сотрудничество с панк-группой The Adolescents.

## 1980-е
Пэт продолжил играть с Ниной Хаген и записал два сольных альбома : So You Fell in Love with a Musician… и Ruthensmear. Вскоре Смир познакомился с Кортни Лав.

## Nirvana (1993—1994)
В 1993, Пэт Смир получил приглашение от фронтмена Nirvana Курта Кобейна присоединиться к группе. Вначале Смир подумал, что это был его друг, Карлос Нюнз, который решил разыграть его, но несколько дней ранее Кортни Лав сообщила ему, что Кобейн собирается пригласить его. Пэт немедленно принял приглашение и сыграл свой первый концерт с Nirvana на передаче Субботним вечером в прямом эфире 25 сентября 1993. Он пробыл в туре с Nirvana около шести месяцев. Смир также принял участие в таких записях, как Live and Loud (Nirvana), MTV Unplugged in New York, From the Muddy Banks of the Wishkah, Nirvana (альбом), With The Lights Out и Live On Nulle Part Ailleurs.
Пэт покинул группу вместе с её распадом после смерти Курта Кобейна.

## Foo Fighters (1994—1997)
Вскоре после смерти Кобейна, барабанщик Nirvana, Дэйв Грол сформировал группу, названную Foo Fighters. Смир стал участником группы с самого начала, но, так как первый альбом являлся сборником демозаписей, записанных Гролом самостоятельно, Пэт не принимал участия в записи альбомов до выхода The Colour and the Shape в 1997 году. В этом же году Смир покинул группу: он объявил о своем уходе во время живого выступления в Radio City Music Hall, прямо перед MTV Video Music Awards.

## 1997—2006
Во время отсутствия в Foo Fighters, Смир продюсировал дебютный альбом группы Harlow’s, изредка участвуя в телевизионных передачах.
Он был нанят в качестве консультанта в кинофильме о The Germs и Дэрби Крэше, названном What We Do Is Secret, как и одна из наиболее известных песен группы. Фильм был выпущен на кинофестивале в Лос Анджелесе 23 июня 2007. В фильме роль Смира исполняет актёр Рик Гонсалес.
В 2005 году Смир давал концерты вместе со снова собравшимися The Germs, пригласив актёра Уэста Шейна (играющего роль Дэрби Крэша в фильме) в качестве фронтмена.
В мае 2006, Foo Fighters анонсировали свой акустический тур по Северной Америке. Также группа сообщила, что Смир примет участие в туре. Смир также выступил с ними на The Tonight Show with Jay Leno в сентябре 2006. 21 и 22 октября, 2006 Пэт выступил с группой на благотворительном концерте Bridge School, организованном Нилом Янгом. Вдобавок Смир принял участие в живой записи Foo Fighters Skin and Bones. В августе 2007 он появился на сцене вместе с группой на V Festival в Великобритании, на стадионе Meadowbank в Эдинбурге и в парке Marlay в Дублине.

## Foo Fighters (2007-настоящее)
9 сентября 2007 Смир сыграл с Foo Fighters на их выступлении на MTV Music Video Awards, принял участие в качестве гитариста в их туре в поддержку альбома Echoes, Silence, Patience & Grace. Пэт также участвовал в записи песни «Let It Die» из того же альбома. 13 октября 2007 Смир появился с Foo Fighters на передаче Субботним вечером в прямом эфире, сыграл с группой на сцене MTV Europe Music Awards, подтверждая своё возвращение в Foo Fighters как постоянный участник.
Во время ныне записанных альбомных сессий Foo Fighters с продюсером Бутчем Вигом Пэт Смир окончательно вернулся в группу. Фото и видео материалы, опубликованные на странице группы в Twitter, подтверждают, что он принял участие в записи новых песен.
Новый альбом Foo Fighters получил название «Wasting Light».

## Дискография

### С группой The Germs
- Forming/Sexboy (live) 7", 1977, What? Records
- Lexicon Devil (EP)|Lexicon Devil 7" EP, 1978, Slash Records
- (GI) LP, 1979, Slash Records
- The Decline of Western Civilization Soundtrack (live tracks) LP, 1980, Slash Records
- What We Do Is Secret (EP) 1981, Slash Records
- Live At The Whisky, First Show Ever LP, 1981, Mohawk/Bomp Records
- Germicide (album)|Germicide LP, 1985, ROIR
- Germs (MIA) — The Complete Anthology LP, 1993, Slash/Rhino Records

### Соло
- Ruthensmear 1988, SST Records
- So You Fell in Love with a Musician… 1992, SST

### С группой Nirvana
- Live and Loud (Nirvana) (1993)
- MTV Unplugged in New York (1994) 5 раз платиновый
- From the Muddy Banks of the Wishkah (1996) Платиновый
- Nirvana (2002) Платиновый
- With the Lights Out (2004) Платиновый
- Live On Nulle Part Ailleurs.

### С Майком Уаттом
- Ball-Hog or Tugboat? (1995)

### С группой Foo Fighters
- The Colour and the Shape (1997) Платиновый
- Skin and Bones (2006)
- Echoes, Silence, Patience & Grace (2007) Золотой — гитара в песне «Let It Die»
- Wasting Light (2011)
- Sonic Highways (2014)
- Concrete and Gold (2017)
- Medicine At Midnight  (2021)
- But Here We Are (2023)